# Công Nghi Bố
Công Nghi Bố (tiếng Trung: 功宜布; 1714 – 1746) là một hoàng thân của nhà Thanh trong lịch sử Trung Quốc, người thừa kế 1 trong 12 tước vị Thiết mạo tử vương.

## Cuộc đời[1]
Công Nghi Bố được sinh ra vào giờ Dần, ngày 21 tháng 2 (âm lịch) năm Khang Hi thứ 53 (1714), trong gia tộc Ái Tân Giác La. Ông là con trai thứ năm của Truy phong Duệ Thân vương Tắc Lặc, mẹ ông là Trắc Phúc tấn Cao Giai thị (高佳氏).
Năm Càn Long thứ 2 (1737), tháng 12, nhậm chức Thất phẩm Bút thiếp thức (七品筆帖式).
Năm thứ 5 (1740), tháng 12, thăng làm Chủ sự (主事).
Năm thứ 9 (1744), tháng 10, anh trai thứ hai của ông qua đời mà vô tự, ông được tập tước Phụng ân Phụ quốc công (奉恩輔國公). Tháng 11 cùng năm, nhậm chức Tán trật đại thần.
Năm thứ 10 (1745), tháng 2, thụ Phó Đô thống Mãn Châu Chính Bạch kỳ.
Năm thứ 11 (1746), ngày 19 tháng 2 (âm lịch), giờ Tỵ, ông qua đời, thọ 33 tuổi, được ban thụy "Khác Cần" (恪勤).
Năm thứ 27 (1762), tháng 8, do con trai ông là Như Tùng được kế tục tước vị Tín Quận vương (信郡王), nên ông được truy phong Tín Khác Cần Quận vương (信恪勤郡王).
Năm thứ 43 (1778), tháng 7, cháu nội của ông là Thuần Dĩnh được thế tập tước vị Duệ Thân vương (睿親王) của Đa Nhĩ Cổn, nên ông lại được truy phong Duệ Khác Cần Thân vương (睿恪勤親王).

## Gia quyến

### Thê thiếp

#### Đích Phúc tấn
- Chu Giai thị (周佳氏), con gái của Chu Hoành Cơ (周宏基).

#### Thứ thiếp
- Viên thị (袁氏), con gái của Viên Nhị (袁二).
- Mã thị (馬氏), con gái của Mã Tứ (馬四).

### Hậu duệ

#### Con trai
1. Quảng Luân (廣倫; 1732 – 1774), mẹ là Thứ thiếp Viên thị. Có hai con trai.
2. Sùng Cổ Lễ (崇古禮; 1732 – 1733), mẹ là Thứ thiếp Mã thị. Chết yểu.
3. Như Tùng (如松; 1737 – 1770), mẹ là Đích Phúc tấn Chu Giai thị. Năm 1746 được tập tước Phụng ân Phụ quốc công (奉恩輔國公). Năm 1778 được truy phong làm Duệ Khác Thân vương (睿恪親王). Có bảy con trai.
4. Như Xuân (如椿; 1738 – 1755), mẹ là Đích Phúc tấn Chu Giai thị. Vô tự.